# Ammersee-Saibling
Der Ammersee-Saibling oder Ammersee-Tiefensaibling (Salvelinus evasus) ist eine seltene Fischart aus der Gattung Saibling (Salvelinus). Der wissenschaftliche Name kommt vom lateinischen Verb evadere (fliehen, entkommen) und bezieht sich auf das Überleben der Art trotz aller Bedrohungen. Dieser Saibling ist im bayerischen Ammersee endemisch.

## Merkmale
Der Ammersee-Saibling erreicht eine maximale Standardlänge von 30 cm, Freyhof und Kottelat geben für das größte Exemplar 25,6 cm an. Der Fisch ist klein, gestreckt und seitlich mäßig abgeflacht. Lebend ist die Art silbrig bis gelblich braun mit wenigen weißlichen Flecken auf dem Rücken. Der Bauch erwachsener Männchen ist blassgelb. Nur bei großen Männchen ist der Vorderrand der Brust-, Bauch- und Afterflossen weiß. Ein weißer Rand befindet sich auch am unteren Lappen der Schwanzflosse, an beiden Lappen befinden sich fast am Rand (submarginal) dunkelgraue Bänder.
Der Rand der Rückenflosse ist gerade oder leicht konvex, sie hat 8 bis 9 1/2 verzweigte Flossenstrahlen. In der gegabelten Schwanzflosse wurden 9/8 verzweigte Strahlen, in den Brustflossen wurden 13 bis 14 Strahlen und in den Bauchflossen 9 Flossenstrahlen gezählt. Eine Fettflosse ist vorhanden. Die Seitenlinie ist vollständig und reicht bis zur Basis der Schwanzflosse. Auf dem Körper liegen 117 bis 123 durchbohrte Schuppen, an der Schwanzflossenbasis 3 bis 4.

## Lebensraum und Lebensweise
Diese Art lebt in tiefem Wasser unterhalb 80 m. Gelaicht wird zu allen Jahreszeiten mit einem Höhepunkt im September und Oktober.